# ريتشارد كيمبل
ريتشارد كيمبل (بالإنجليزية: Richard Kimball)‏ هو سياسي أمريكي، ولد في 1946. نشط حزبياً في الحزب الديمقراطي. وقد انتخب عضو مجلس نواب أريزونا.

## الحياة الشخصية
ولد كيمبال في توكسون، أريزونا، في عام 1946. التحق كيمبال بجامعة أريزونا حيث درس العلوم السياسية. كان مساعدًا لعضو الكونجرس موريس أودال وعمل سكرتيرًا صحفيًا لعضوي مجلس الشيوخ والتر مونديل ودانيال موينيهان.